# Manfred Bender
Manfred Bender (ur. 24 maja 1966 w Monachium) – niemiecki piłkarz, występujący na pozycji pomocnika. Obecnie trener. W latach 1989–1999 zaliczył 229 występów w niemieckiej Bundeslidze w barwach Bayernu Monachium, Karlsruher SC oraz TSV 1860 Monachium. W sezonie 1989–1990 sięgnął z Bayernem po mistrzostwo kraju.